# Minamoto no Kanetsune
Minamoto no Kanetsuna (源 兼綱, , morreu em 1180) era filho de Yorimasa.
Kanetsuna participou da Primeira Batalha de Uji em 1180 que iniciou as Guerras Genpei. Acompanhou seu pai e seu irmão Nakatsuna na batalha contra o Clã Taira. Nesta batalha os Minamoto, comandados por Yorimasa, procurando proteger o Príncipe Mochihito da perseguição dos samurais Taira  perceberam que suas forças seriam incapazes de frear as forças inimigas e resolveram se dirigir ao Templo Byōdō-in. 
Yorimasa deixou seus filhos no templo e cruzou o Rio Uji para tentar destruir a ponte para evitando assim que os Taira continuassem os seguindo. Apesar do esforço as forças Taira conseguiram cruzar o rio e alcançar o exercito Minamoto. Yorimasa tentou ajudar o príncipe a escapar, mas foi ferido por uma flecha.
Kanetsuna viu quando seu pai entrou na armadilha  Taira, e tentou ajudá-lo. Saiu em disparada do templo lutando contra os inimigos que apareciam n pelo caminho, tentando salvar Yorimasa e levá-lo ao  Byōdō-In. Acabou sendo atingido por uma flecha na sua testa, mas valentemente continuou a lutar contra os Taira para que seu pai fosse capaz de realizar o Seppuku no templo. No entanto, um grupo de cerca de quinze a vinte samurais subitamente cercaram, atacaram e mataram Kanetsuna, que passou a ser foi visto como um herói por ajudar e proteger seu pai para que este pudesse realizar a cerimonia do Seppuku, ao invés de se render  .